# ريتشارد هارت براون
ريتشارد هارت براون (بالإنجليزية: Richard Hart Brown)‏ هو عالم أعصاب أمريكي، ولد في 15 يونيو 1941، وتوفي في 23 يونيو 2005.